# Rodolfo Valenti (1956)
Rodolfo Valenti (Fabriano, 15 gennaio 1956) è un ex cestista italiano.
Giocatore in possesso di tecnica e movimenti da centro che nel corso degli anni gli hanno permesso di allontanarsi dal canestro diventando un’ala con fisico, atletismo e un buonissimo tiro, soprattutto dagli angoli.
È il padre di Rodolfo Junior Valenti, anche lui ex giocatore di pallacanestro.

## Carriera
Cresciuto nel settore giovanile fabrianese ha giocato per la società Fabriano Basket, con cui ha disputato undici campionati consecutivi tra il 1972 e il 1983, partendo dalla serie D fino a raggiungere il massimo campionato di serie A1.
Detiene il record assoluto di partite giocate con la maglia del Fabriano Basket (294) ed è il terzo marcatore nella storia della società fabrianese con 3.328 punti segnati.
Con Fabriano Basket ha conquistato quattro promozioni: in serie C1 nel 1974/75, in serie B nel 1977/78, in serie A2 nel 1978/79, in serie A1 nel 1981/82 (in questa stagione realizza 7,5 punti e prende 4,2 rimbalzi di media).
Nel 1982/83 contribuisce alla salvezza in serie A1 del Fabriano Basket allenato da coach Alberto Bucci segnando una media di 6,1 punti con 4,0 rimbalzi.
La stagione successiva (1983/84), conclusa la lunghissima esperienza a Fabriano con la squadra della propria città, passa a giocare alla 
Libertas Forlì neopromossa in serie A1. Segna una media di 5,7 punti. La squadra forlivese si classifica al 14º posto e retrocede in serie A2.
Nel 1984/85 resta alla 
Libertas Forlì in serie A2 segnando 7,6 punti di media. La squadra si classifica al 6º posto e conserva la categoria.
Dopo il biennio romagnolo, torna a giocare nelle Marche a Porto San Giorgio, dove nel frattempo si è trasferito, e disputa tre stagioni consecutive in serie A2 con la Sangiorgese: 1985/86 (11,3 punti e 5,2 rimbalzi), 1986/87 (11,1 punti e 4,3 rimbalzi) e 1987/88 (10,4 punti e 4,1 rimbalzi).
Nel 1988/89 accetta di scendere a giocare in serie B2 nell’ambiziosa Stamura Ancona, dove resta anche nel campionato successivo 1989/90, sfiorando la promozione in Serie B d’Eccellenza.
Nel 1990/91 con il Banco di Sardegna Sassari disputa la sua ultima stagione in serie A2 giocando un totale di 12 partite.
Nel corso dell’anno successivo accetta la chiamata del Basket Fermo in serie C1 fornendo il suo contributo alla squadra di coach Andrea Susino per alcune partite.
Inattivo per un periodo, nel 1995/96 torna a giocare per sei mesi con la Sangiorgese rispondendo alla chiamata di coach Marco Schiavi: la squadra ottiene la permanenza in Serie B d'Eccellenza ai playout.
Dopo due anni senza giocare, ritorna in campo per la sua ultima stagione nel 1998/99 in serie C1 con la Virtus Civitanova allenata da coach Alessio Baldinelli.

## Dopo il ritiro
Interrotta l’attività sportiva a livello agonistico, resta alla Virtus Civitanova nei due campionati successivi come team manager.
A tutt’oggi, continua a tenersi in forma con la squadra PFM, composta da ex giocatori del territorio di Porto San Giorgio, Fermo, Montegranaro e dintorni, partecipando anche a tornei “over” in Italia e all’esterno.

## Palmarès
- Promozione in Serie C1: 1
Fabriano Basket: 1974-75
- Promozione in Serie B1: 1
Fabriano Basket: 1977-78
- Promozione in Serie A2: 1
Fabriano Basket: 1978-1979
- Promozione in Serie A1: 1
Fabriano Basket: 1981-82